# Correios de Cabo Verde
Correios de Cabo Verde (CCV) est l’opérateur public responsable du service postal au Cap-Vert.

## Réglementation
En vertu de la loi n ° 9-A/95 du 16 février 1995,  l’entreprise publique des postes et les télécommunications (Empresa Pública dos Correios e Telecomunicaçöes, (CTT-EP), régie par le droit public, est scindée en deux entités et le 1er janvier 1995, la société à responsabilité limitée actuelle, "Correios de Cabo Verde, SARL (CCV)" est créée.

## Activités
Les principales fonctions de la CCV sont :
- exécuter le service postal public dans le pays;
- fournir des services postaux entre le Cap-Vert et d'autres pays